# Nikolaj Coster-Waldau
Nikolaj Coster-Waldau (Rudkøbing, 27 juli 1970) is een Deens acteur, producent en scenarioschrijver. Hij is vooral bekend van de fantasy-televisieserie Game of Thrones, waarin hij de rol van Jaime Lannister speelt.

## Biografie
Coster-Waldau studeerde aan de Statens Scenekunstskole in Kopenhagen en begon zijn acteercarrière met de vertolking van de rol van Laërtes in Hamlet bij het Betty Nansen Teater in Kopenhagen. Hij vergaarde bekendheid in Denemarken toen hij in 1994 verscheen in de film Nightwatch. In 1998 schreef hij mee aan het scenario van de film Vildspor, waarin hij de rol van Ossy speelde.
In 2011 speelde Coster-Waldau in de Noorse thriller Hodejegerne, en in 2012 speelde hij in Aurum. Voor deze beide films was hij tevens uitvoerend producent.
Coster-Waldau is sinds 2011 te zien als Jaime Lannister in de Amerikaanse hitserie Game of Thrones. Hiervoor werd hij onder meer genomineerd voor een Satellite Award in 2013 in de categorie 'beste mannelijke bijrol in een serie', en voor een Screen Actors Guild Award in 2014 in de categorie 'uitstekende prestatie door een cast in een film'.
- Bibsys: 10046510
- Biblioteca Nacional de España: XX4581578
- Bibliothèque nationale de France: cb150384742 (data)
- Catàleg d'autoritats de noms i títols de Catalunya: 981058520538206706
- Gemeinsame Normdatei: 1030393710
- International Standard Name Identifier: 0000 0001 1605 4685
- Library of Congress Control Number: no2006123533
- Nationale Bibliotheek van Tsjechië: xx0151238
- Nationale Bibliotheek van Israël: 987007350629005171
- Nederlandse Thesaurus van Auteursnamen: 151337888
- Système universitaire de documentation: 175069174
- Virtual International Authority File: 21907879
- WorldCat: E39PBJhMfgDCDjJyHx6FKJGyh3